# Ewan Pearson
Ewan Pearson (Kidderminster, 1 de abril de 1972) es un DJ, productor y crítico musical británico de música electrónica que trabaja bajo varios alias como Maas, Sulky Pup, Villa America, World of Apples, y Dirtbox. También participa del proyecto Partial Arts con Al Usher, y ha producido para artistas como M83 y Tracey Thorn.

## Trayectoria
Ha remezclado a artistas tales como Seelenluft, Ladytron, Depeche Mode, The Rapture, Goldfrapp, Röyksopp, y The Chemical Brothers. En 1999 publicó junto a Jeremy Gilbert, el libro Discographies: dance music, culture and the politics of sound. En 2001, lanzó por Soma Quality Recordings el álbum Small Change, cuyo contenido eran los remezclas de Pearson bajo sus alias World of Apples y Maas. También se desempeñó como productor incluyendo Pieces of the People We Love de The Rapture, Saturdays = Youth de M83, Acolyte de Delphic así como los álbumes en solitario de Tracey Thorn, Out of the Woods, Love and Its Opposite y Tinsel and Lights. Como programador trabajó en dos pistas del álbum debut de Gwen Stefani, Love. Angel. Music. Baby.. Ya radicado en Alemania, fue columnista de la revista Groove Magazine desde 2007 hasta 2012.

## Discografía

### Álbumes
En estudio
- 1997: Latitude (como Maas) (Soma Quality Recordings)
- 2001: Small Change (Soma Quality Recordings)

Compilaciones
- 2007: Piece Work (!K7)

Álbumes de remezclas
- 2005: Sc.Fi. Hi.Fi Volume 1 (Soma Quality Recordings)
- 2007: Fabric 35 (Fabric Records)

### Remixes
| Año  | Artista                                     | Título                                                    |
| ---- | ------------------------------------------- | --------------------------------------------------------- |
| 1997 | Jeb Loy Nichols                             | "As the Rain"                                             |
| 1997 | Jayrod                                      | "Space Travel" (Maas Remix)                               |
| 1998 | DJ Rap                                      | "Good to Be Alive" (Maas 24 On 42 Mix)                    |
| 1998 | I:Cube                                      | "Comme Des Esprits" (Maas Mix)                            |
| 1998 | Two Banks of Four                           | "Skylines Over Rooftops" (Maas Remix)                     |
| 1998 | Uriel                                       | "Under Compulsion" (Maas Remix)                           |
| 1998 | Unknown Artist                              | "Urges 1" (Maas Interdenominational Funk Canal Mix)       |
| 1999 | Chaser                                      | "Blue Planet" (Maas Remix)                                |
| 1999 | Count Zero                                  | "Blue Boogaloo"                                           |
| 1999 | Nova Nova                                   | "Bewildered" (Maas 1982 Dub)                              |
| 1999 | Christian Zimmerman                         | "Diary of a Lost Girl" (World of Apples Mojave Rehab Mix) |
| 1999 | Yoshinori Sunahara                          | "Love Beat" (World of Apples Remix)                       |
| 2000 | Leftfield                                   | "Dub Gussett" (Maas Remix)                                |
| 2000 | Aaron-Carl                                  | "Crucified" (Maas Remix)                                  |
| 2000 | Stargazer                                   | "Deeper"                                                  |
| 2001 | Deem-C                                      | "Floating"                                                |
| 2001 | Russ Gabriel                                | "We Will Be Turning"                                      |
| 2001 | Jaymz Nylon                                 | "I Know a Place"                                          |
| 2001 | Only Child                                  | "Getting It On"                                           |
| 2001 | Zuco 103                                    | "Gravata Florida" (World of Apples Florida Fantasy)       |
| 2001 | Nemo                                        | "Darkest Day" (World of Apples Mix)                       |
| 2002 | Black Strobe                                | "Me and Madonna"                                          |
| 2002 | Blake                                       | "Saturday Night"                                          |
| 2002 | Chris Cowie                                 | "Deep Within"                                             |
| 2002 | Fifth Level                                 | "Jump Up"                                                 |
| 2002 | Freeform Five                               | "Perspex Sex"                                             |
| 2002 | Slam feat. Dot Allison                      | "Visions"                                                 |
| 2003 | The Chemical Brothers                       | "The Golden Path"                                         |
| 2003 | The Flaws                                   | "Freek"                                                   |
| 2003 | Futureshock                                 | "Pride's Paranoia"                                        |
| 2003 | Goldfrapp                                   | "Strict Machine"                                          |
| 2003 | Goldfrapp                                   | "Train"                                                   |
| 2003 | Ladytron                                    | "Evil"                                                    |
| 2003 | Midnight Star                               | "Midas Touch"                                             |
| 2003 | Mint Royale                                 | "Blue Song"                                               |
| 2003 | Erlend Øye                                  | "Sudden Rush"                                             |
| 2003 | Playgroup                                   | "Make It Happen"                                          |
| 2003 | Seelenluft                                  | "Manila"                                                  |
| 2003 | Swag                                        | "Where I Belong"                                          |
| 2004 | Closer Musik                                | "One, Two, Three - No Gravity"                            |
| 2004 | Depeche Mode                                | "Enjoy the Silence"                                       |
| 2004 | Mocky                                       | "Catch a Moment in Time"                                  |
| 2004 | The Rapture                                 | "I Need Your Love"                                        |
| 2005 | Alter Ego                                   | "Beat the Bush"                                           |
| 2005 | Feist                                       | "Inside & Out"                                            |
| 2005 | Moby                                        | "Raining Again"                                           |
| 2005 | Röyksopp                                    | "49 Percent"                                              |
| 2005 | Silicone Soul                               | "The Poisoner's Diary"                                    |
| 2005 | Silver City                                 | "Shiver"                                                  |
| 2006 | Franz Ferdinand                             | "Outsiders"                                               |
| 2006 | Goldfrapp                                   | "Ride a White Horse"                                      |
| 2006 | Pet Shop Boys                               | "Psychological"                                           |
| 2007 | Cortney Tidwell                             | "Don't Let Stars Keep Us Tangled Up"                      |
| 2007 | Supermayer                                  | "The Art of Letting Go"                                   |
| 2007 | Fields                                      | "Song for the Fields"                                     |
| 2007 | Mlle Caro & Franck Garcia                   | "Always You"                                              |
| 2008 | Hot Chip                                    | "Touch Too Much"                                          |
| 2008 | Foals                                       | "Olympic Airways"                                         |
| 2008 | Kelley Polar                                | "Entropy Reigns" (Ewan Pearson & Al Usher Mixes)          |
| 2009 | Junior Boys                                 | "Hazel"                                                   |
| 2009 | Jon Hopkins                                 | "Light Through the Veins"                                 |
| 2009 | Moon Unit                                   | "Connections"                                             |
| 2009 | Gavin Herlihy                               | "Watch Ya Feet"                                           |
| 2009 | Joakim                                      | "Spiders"                                                 |
| 2010 | Tracey Thorn                                | "Why Does The Wind?"                                      |
| 2010 | October                                     | "That Placid Track"                                       |
| 2011 | Martin Dawson & Glimpse                     | "No One Belongs Here More Than You"                       |
| 2011 | Footprintz                                  | "Utopia"                                                  |
| 2011 | Escort                                      | "Cocaine Blues"                                           |
| 2011 | Simone Fedi                                 | "Bitter Devotion"                                         |
| 2011 | Flowers and Sea Creatures                   | "A.M."                                                    |
| 2011 | Metronomy                                   | "Everything Goes My Way"                                  |
| 2011 | Valentin feat. The Morvans                  | "Every Night" (Hot Lunch Sasse & Ewan Pearson Remix)      |
| 2011 | Chapel Club                                 | "Surfacing"                                               |
| 2011 | Remain                                      | "Ralph"                                                   |
| 2011 | Boys Noize & Erol Alkan feat. Jarvis Cocker | "Avalanche (Terminal Velocity)"                           |
| 2011 | Tracey Thorn                                | "Swimming" (Visionquest Remix, Ewan Pearson Re-Edit)      |
| 2012 | Footprintz                                  | "Rush to the Capsule"                                     |
| 2012 | Luke Solomon feat. Jon Marsh                | "Lonely Dancer (Dance Away the Pain)"                     |
| 2012 | Jessie Ware                                 | "No To Love"                                              |
| 2013 | The Emperor Machine                         | "Hey"                                                     |
| 2013 | Exercise One                                | "It Is Happening Again"                                   |
| 2013 | Fairmont                                    | "Last Dance"                                              |
| 2013 | Out Cold                                    | "All I Want"                                              |
| 2013 | Röyksopp                                    | "Ice Machine"                                             |
| 2013 | Bachar Mar-Khalife                          | "Machins Choses"                                          |
| 2013 | Close                                       | "No Man's Land"                                           |
| 2013 | Kaltehand & Natasha Waters                  | "Pages"                                                   |
| 2013 | Mademoiselle Caro & Franck Garcia           | "Always You"                                              |
| 2013 | The Deadstock 33s                           | "Underneath the Pines"                                    |
| 2014 | Tensnake                                    | "Love Sublime"                                            |
| 2014 | Kasper Bjørke                               | "Apart"                                                   |
| 2014 | Ben Watt                                    | "Nathaniel"                                               |
| 2014 | Cloud Boat                                  | "Hallow"                                                  |
| 2014 | Jagwar Ma                                   | "Uncertainty"                                             |
| 2014 | S.R. Krebs                                  | "She Like"                                                |
| 2015 | Downtown Party Network                      | "Space Me Out"                                            |
| 2015 | Craig Bratley feat. Penuckle                | "Mannequin"                                               |
| 2015 | Akase                                       | "Murmur"                                                  |
| 2016 | Glenn Morrison                              | "Into the Deep"                                           |
| 2016 | NTEIBINT feat. Stella                       | "Hide In"                                                 |
| 2016 | Ten Fé                                      | "Turn"                                                    |
| 2016 | Languages                                   | "Sleep Stream"                                            |
| 2017 | Satori                                      | "Imani's Dress"                                           |
| 2017 | Depeche Mode                                | "Where's the Revolution"                                  |